# 马里济
马里济（法語：Marizy，法語發音：[maʁizi]）是法国索恩-卢瓦尔省的一个旧市镇，属于沙罗勒区。2016年，马里济与市镇勒鲁塞合并为新市镇勒鲁塞-马里济，马里济为新市镇行政中心。

## 地理
马里济（46°34'2"N, 4°24'31"E）面积30.75 平方千米，位于法国勃艮第-弗朗什-孔泰大區索恩-卢瓦尔省，该省份为法国中部省份，北起顺时针与科多尔省、汝拉省、安省、罗讷省、卢瓦尔省、阿列省和涅夫勒省接壤。
与马里济接壤的市镇（或旧市镇、城区）包括：圣罗曼苏古尔东、巴洛尔。

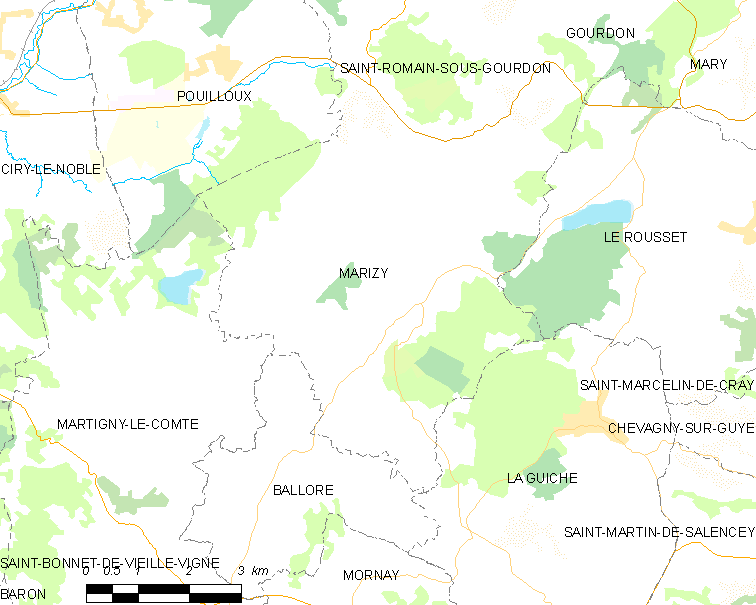
马里济的OSM定位图

马里济的时区为UTC+01:00、UTC+02:00（夏令时）。

## 行政
马里济的邮政编码为71220，INSEE市镇编码为71279。

## 政治
马里济所属的省级选区为沙罗勒县。

## 人口

1962-2008年间马里济人口变化图示

马里济于2018年1月1日时的人口数量为410人。